# Invasor (häst)
Invasor, född 3 augusti 2002, är ett argentinskfött engelskt fullblod, mest känd för att ha segrat i Breeders' Cup Classic (2006) och Dubai World Cup (2007), samt för att ha tagit titeln Triple Crown i Uruguay 2005. Han köptes senare av Sheik Hamdan bin Rashid Al Maktoum, som betalade cirka 1,4 miljoner dollar för hästen.
Han röstades fram till American Horse of the Year (2006) och toppade listan World Thoroughbred Racehorse Rankings samma år. 2013 valdes han in i National Museum of Racing och Hall of Fame i Saratoga Springs, New York. 

## Bakgrund
Invasor är en brun hingst efter Candy Stripes och under Quendom (efter Interprete). Han föddes upp i Argentina av Haras Clausan (Haras Santa Ines) och ägdes av Stud 3 de Enero (2005) och Shadwell Stable. Han tränades under tävlingskarriären av Anibal San Martin (2005) och Kiaran McLaughlin (2006-2007).
Invasor tävlade mellan 2004 och 2007 och sprang under sin tävlingskarriär in 7 804 070 dollar på 12 starter, varav 11 segrar. Han tog karriärens största segrar i Breeders' Cup Classic (2006) och Dubai World Cup (2007). Han segrade även i Clásico Ensayo (2005), Polla de Potrillos (2005), GP Jockey Club (2005), GP Nacional (2005), Pimlico Special (2006), Suburban Handicap (2006), Whitney Handicap (2006) och Donn Handicap (2007).
Efter att ha tävlat framgångsrikt både i Uruguay och USA, avslutade Invasor sin tävlingskarriär den 23 juni 2007, efter att ha skadat sin högra bakhov i samma område som han hade brutit när han var yngre. Han stod ursprungligen som avelshingst på Shadwell Farm i Lexington, Kentucky, för en avelsavgift på 35 000 dollar, vilket senare sänktes till 4 000 dollar för levande föl. Hans första avkomma (under det stakesvinnande Danehillstoet Abby Road) fölades den 11 januari 2009.
2013 valdes Invasor in i National Museum of Racing och Hall of Fame. Sedan 2015 står Invasor som avelshingst på Haras Cuatro Piedras i Uruguay.